# Kerkia
Kerkia is een geslacht van weekdieren uit de klasse van de Gastropoda (slakken).

## Soorten
- Kerkia jadertina (Kuščer, 1933)
- Kerkia kareli Beran, Bodon & Cianfanelli, 2014
- Kerkia kusceri (Bole, 1961)